# Wilhelm Gueinzius
Wilhelm Gueinzius (* 15. März 1813 in Trotha; † 24. Januar 1874 in Pietermaritzburg, Kolonie Natal) war ein deutscher Pharmazeut und Naturforscher. Er wirkte und starb in Natal.
Gueinzius, der seine Ausbildung in der Apotheke der Berliner Charité erhalten hatte, präparierte Pflanzen und Tiere und sammelte ethnologisch interessante Stücke. Er schickte die Materialien unter anderem an Eduard Friedrich Pöppig, Gründer des Zoologischen Museums in Leipzig. Dieser hatte 1838 Gueinzius auch den Anstoß gegeben, nach Südafrika zu gehen. Der Missionar Wilhelm Posselt, beschrieb ihn als jemanden, der ein „originelles Einsiedlerleben“ führte, „ganz einsam im Walde mitten unter den Vögeln und vierfüßigen und kriechenden Tieren“; dabei habe er „auch mit der Geisterwelt“ verkehrt und sei „überhaupt ein wunderbarer Mensch mit langem Bart und kuriosen Spekulationen“ gewesen.
Teile von Guenzius’ Sammlungen befinden sich heute weltweit.

## Nachleben

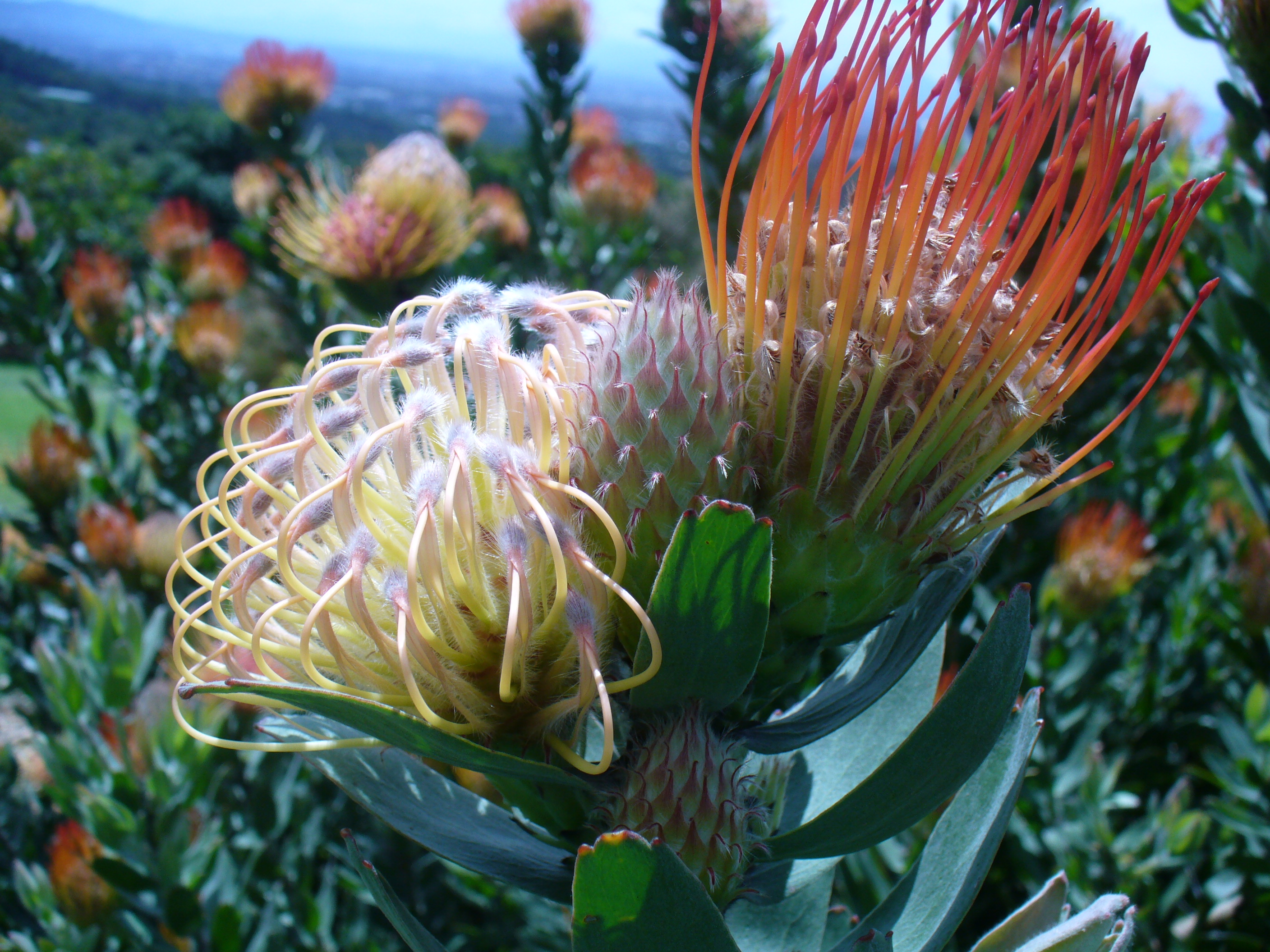
Leucospermum gueinzii

Nach Gueinzius sind mehrere Arten benannt, darunter Leucospermum gueinzii.

## Schriften
- Aus dem Vogelleben Süd-Afrikas. In: Journal für Ornithologie 21 (1873), S. 434–446 (zobodat.at [PDF]).